# 1000 геномов
«1000 геномов» — международный проект, в котором, как было объявлено в январе 2008 года, к концу 2011 года планировалось упорядочить геномы примерно 2500 человек, чтобы создать подробный каталог генетических вариаций человека, включая однонуклеотидные полиморфизмы, индели и структурные вариации, такие как вариации числа копий генов. Это было бы безусловно самым полным исследованием геномов человека на сегодняшний день. Для реализации этого проекта институты из многих стран работали вместе, в том числе в США, Англии, Китайской Народной Республике и Германии. Полная база данных предоставляется учёным во всём мире бесплатно и является обогащением для всех областей естественных наук.
В июне 2008 года три компании, которые были вовлечены в разработку новых технологий секвенирования, присоединились к проекту.
В декабре 2008 года первые предварительные данные четырёх человек были опубликованы в рамках пилотного проекта. В октябре 2010 года публикация данных о последовательностях полных геномов 185 особей последовала в рамках завершения пилотного проекта проекта «1000 геномов». Кроме того, публикация биоинформационного анализа структурных вариантов генома (SV) — включая вариации числа копий (английские CNV) — группой анализа SV проекта «1000 геномов» появилась в феврале 2011 года.
В октябре 2012 года было объявлено, что цель была достигнута, а генетические данные более 1000 человек были прочитаны и опубликованы.